# Instituto Geofísico de Ecuador
El Instituto Geofísico de la Escuela Politécnica Nacional es el principal instituto dedicado a determinar el riesgo sísmico y volcánico en el Ecuador, que se encuentra en el Cinturón de Fuego del Pacífico.
El Instituto Geofísico de Ecuador fue preponderante en el registro del sismo del 2020 y el colapso del Volcán Tungurahua

## Trascendencia
El Instituto Geofísico  se ha ganado  una gran trascendencia tanto a nivel nacional , como internacional, debido a su preponderante labor sobre el monitoreo e interpretación de volcanes como; Tungurahua, Reventador, Guagua Pichincha, Cotopaxi, Sangay, entre otros. En los últimos años, estos volcanes han presentado cierto proceso  eruptivo actividad, el cual genera un peligro para la ciudadanía que reside en las zonas aledañas. 
Gracias al apoyo de la Red Nacional de Sismógrafos,  la Red de Observatorios Volcánicos, y el trabajo del Instituto, se ha podido emitir alertas tempranas hacia las autoridades y la población, para que se tomen las medidas de precaución correspondientes. Entre la actividad que han tenido los volcanes en los últimos años están:
- Volcán Cotopaxi en el 2015
- Volcán Tungurahua en el 2006
- Volcán Sangay en el 2020